# Gabriel Chávez

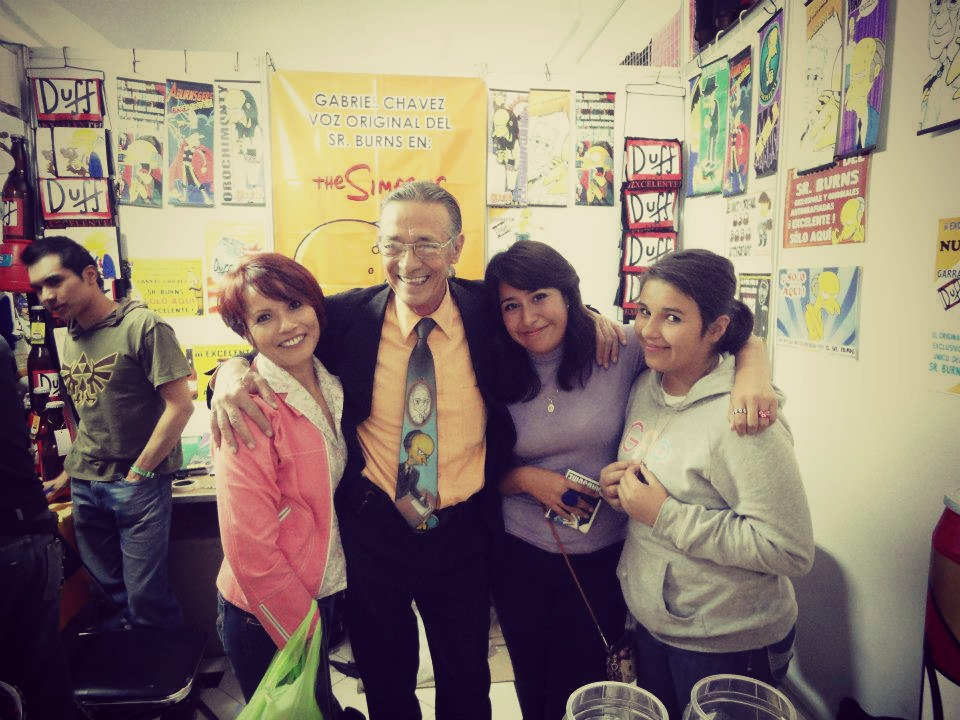
Gabriel Chávez Expo

Gabriel Chávez Aguirre (Ciudad de México; 23 de marzo de 1946) es un actor de doblaje y actor mexicano. Se conoce por ser la voz en español latino de Charles Montgomery Burns en la serie animada Los Simpson, personaje que dobló hasta la decimoquinta temporada. Otros de sus trabajos como doblador incluyen al Abuelo Phil en ¡Oye Arnold!, El Abuelo Pikles en Rugrats, Fantasmático en Ben 10, el Profesor Anthony DeMartino en Daria, Ed Cabeza Grande en La vida moderna de Rocko, el fumador en la franquicia de Los expedientes secretos X, Buzz Buzzard en El nuevo show del Pájaro Loco y Roland el gnomo en Sabrina, la bruja adolescente. En 2019, se retiró del doblaje de manera temporal. Su regreso tomó lugar en 2021, siendo confirmando como el actor de doblaje para el Sr. Burns para la temporada 32.
Debido a su amplia trayectoria de más de 45 años, Chávez es considerado actualmente una celebridad del doblaje, siendo el personaje del Sr. Burns, su personaje más emblemático y también el más querido por sus fanáticos, el cual le dio vida durante 15 años, hasta que fue reemplazado (junto con la mayor parte del elenco original de la serie) por Miguel Ángel Botello hasta la Temporada 31 y luego de 16 años, vuelve a prestar su voz al mismo personaje desde la temporada 32.
Además de su trabajo en el doblaje, Chávez también es reconocido como actor profesional y en su currículo se pueden contar telenovelas, películas de cine, radionovelas y varios comerciales de televisión para la marca Taco Bell, también fue parte del programa Ya cayó, dedicado a las bromas de cámara escondida .

## Filmografía

### Actor original

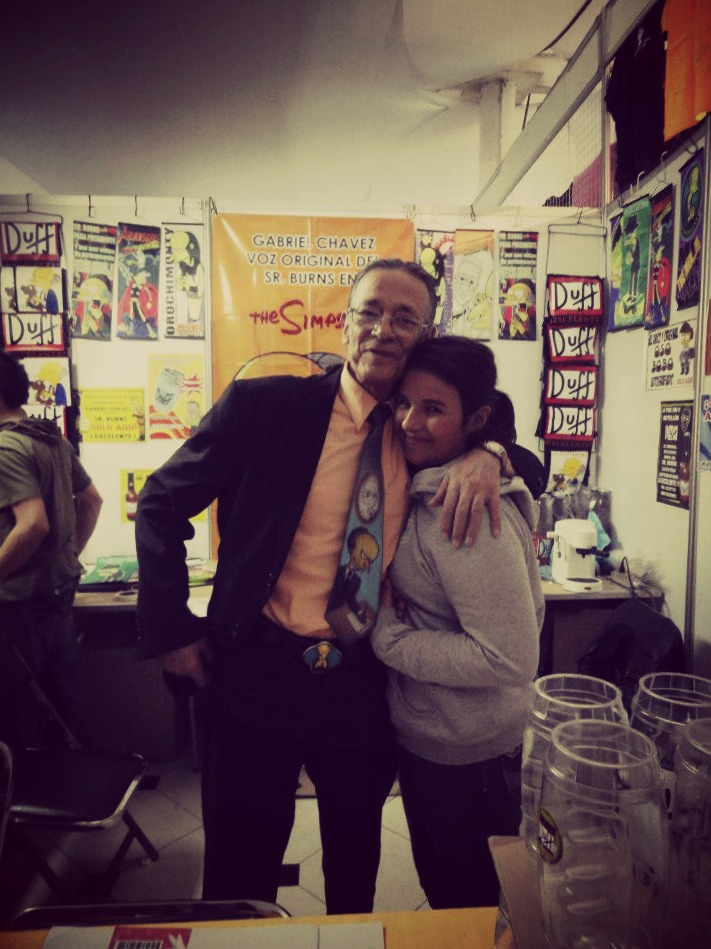
Gabriel Chávez acompañado de una fan en el Centro de Convenciones Tlaltelolco, en noviembre de 2012.

#### Cine
- 2011: Miss Bala - Presentador de certamen de belleza
- 2015: Una última y nos vamos - Maestro de Ceremonias
- 1995: Víctimas callejeras (chavos banda) - Roberto
- 1994: Mujer de la calle - Felipe
- 1992: El Chupes - Vagabundo
- 1990: De lengua me como un plato - Don Isaac

#### Televisión
- 1955: Más fuerte que el amor
- 1970: El padre gallo
- 1988: El extraño retorno de Diana Salazar - Juez
- 1988: ¡Ah qué Kiko! - Sr. Valenzuela
- 1989: Luz y sombra
- 1989: Un rostro en mi pasado - Ignacio
- 1989: Simplemente Maria - Director de escuela
- 1998: Azul tequila
- 1999: El candidato
- 1999: A medias tintas - Hombre Fiesta
- 2003: Enamórate - Juez de academia de danza.
- 2009: Pobre Diabla - Dr. Gabriel
- 2020: Desenfrenadas - El Sapo

#### Cortometraje
- 2000: Nia - Locutor
- 2015: La Sagrada Solución - Sacerdote